# Chester (New Hampshire)
Pour les articles homonymes, voir Chester.
Chester est une municipalité américaine située dans le comté de Rockingham au New Hampshire. Selon le recensement de 2010, sa population est de 4 768 habitants.

## Géographie
La municipalité s'étend sur 26,04 milles carrés (67,44 km2), dont 0,12 milles carrés (0,31 km2) d'étendues d'eau.

## Histoire
La localité est fondée en 1722 pour accueillir des habitants des villes côtières, considérées comme surpeuplées. Elle est alors appelée Chesnut Country. Chester doit probablement son nom au comté de Cheshire et à la ville de Chester en Angleterre.
Les municipalités d'Auburn, Candia, Hooksett, Manchester et Raymond faisaient autrefois partie de Chester.

## Démographie
La population de Chester est estimée à 5 008 habitants au 1er juillet 2016.
Le revenu par habitant était en moyenne de 47 311 dollars par an entre 2012 et 2016, au-dessus de la moyenne du New Hampshire (35 264 dollars) et de la moyenne nationale (29 829 dollars). Sur cette même période, 3,9 % des habitants de Chester vivaient sous le seuil de pauvreté (contre 7,3 % dans l'État et 12,7 % à l'échelle des États-Unis).